# Hugo Althoff
Hugo Althoff (* 18. Juni 1884 in Ostbevern, Kreis Warendorf; † 1960; vollständiger Name: Bartholomäus Hugo Maria Althoff) war ein deutscher Bauingenieur, Stadtplaner und christlich-demokratischer Politiker (Deutsche Zentrumspartei).

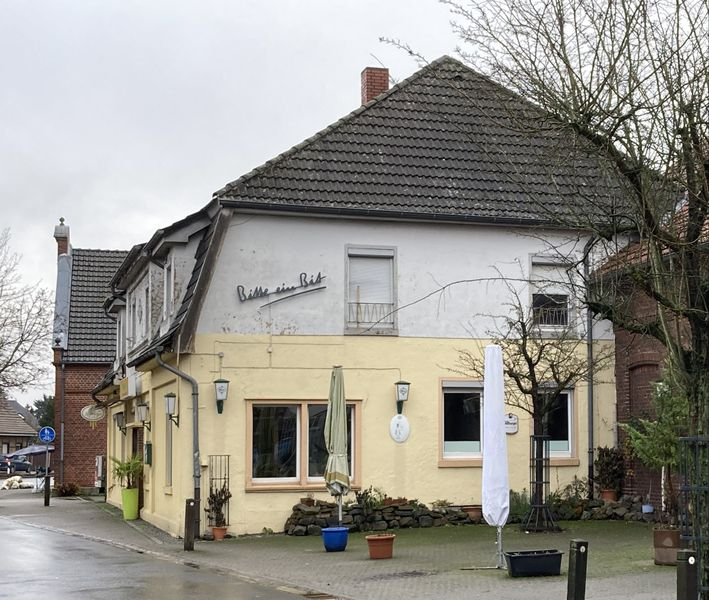
Wirtschaft Althoff in Ostbevern (2020), die von Vater Heinrich Wilhelm (Schulze) Althoff betrieben wurde

## Leben

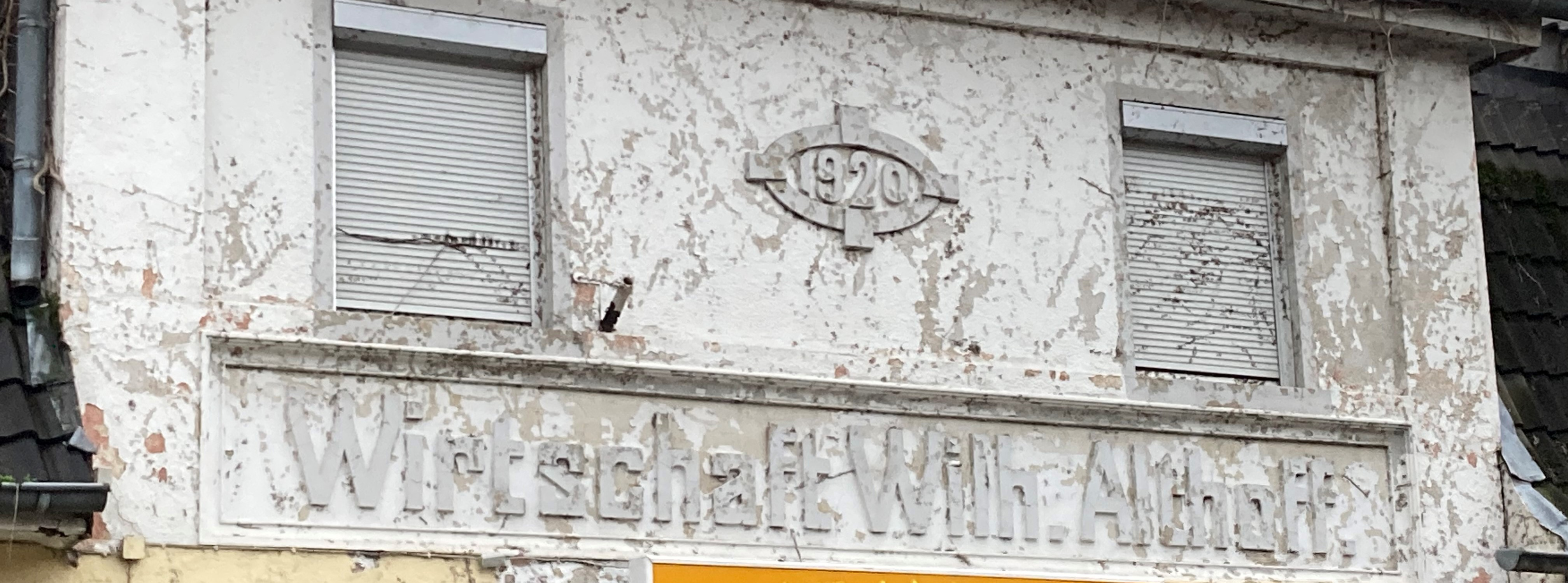
Der Schriftzug Wirtschaft Wilh. Althoff ziert auch 2020 noch den Eingang der Kneipe in Ostbevern

Hugo Althoff wurde als Fünftes der acht Kinder des Landwirts und späteren Gastwirts Heinrich Wilhelm Schulze-Althoff (* 8. Dezember 1840 in Ostbevern, † 27. Mai 1913 in Ostbevern), der einer Schulzenfamilie aus Ostbevern abstammte, und seiner zweiten Ehefrau Maria Theresia Johanna Juliana (geb. Pöhler, * 25. Dezember 1854 in Glandorf, † 6. Juli 1931 in Ostbevern) geboren. In erster Ehe war sein Vater mit der Wirtstochter Anna Sophia Plönies (* 20. November 1851 in Ostbevern, † 25. Mai 1877 in Ostbevern) verheiratet, dessen Vater eine Gastwirtschaft in Ostbevern betrieb und Heinrich Wilhelm dann gemeinsam mit seiner Frau führte. Unter dem Namen „Gasthof Althoff“ wurde die Wirtschaft später von dem Sohn Ferdinand Wilhelm Franz Althoff, ein Bruder von Hugo Althoff weiterbetrieben, dessen über 100 Jahre altes Wirtsgebäude in Ostbeverns Ortskern stand und von verschiedenen Pächtern als Kneipe fortgeführt wurde. 
Dank eines Stipendiums, das durch den Ortspfarrer gestiftet wurde, besuchte er das Warendorfer Gymnasium. Nach dem Abitur nahm er ein Bauingenieurstudium an der Technischen Hochschule Danzig auf und gehörte dem Studentenverein Pruthenia an. Nach dem Studienabschluss wohnte er in Erfurt, 1915 promovierte er in Dresden zum Doktor-Ingenieur (Dr.-Ing.). Seine Dissertation über die Kapazität der Straßen wurde 1916 verlegt. Althoff nahm dann am Ersten Weltkrieg teil. Von einem Schrapnell getroffen, wurde seine Nase schwer verletzt und er verlor sein rechtes Auge. Infolgedessen trug er eine Augenklappe.
Zwischen 1919 und 1923 war Althoff in Marienburg als Stadtbaurat (Baudezernent) und Zweiter Bürgermeister (unter Bernhard Pawelcik) tätig. Später wurde er zum Stadtbaurat in Frankfurt an der Oder berufen. Zwischen 1926 und dem 29. März 1929 bekleidete er ein ähnliches Amt in Breslau. Anders als sein Vorgänger Max Berg stand Althoff eher hinter pragmatischen, wenn auch durchaus modernen Lösungen, wie seine Breslauer Bauten beweisen. Zu dieser Zeit war er Mitglied in der Reichsforschungsgesellschaft für Wirtschaftlichkeit im Bau- und Wohnungswesen e. V., wo er unter anderem mit Walter Gropius zusammenarbeitete.

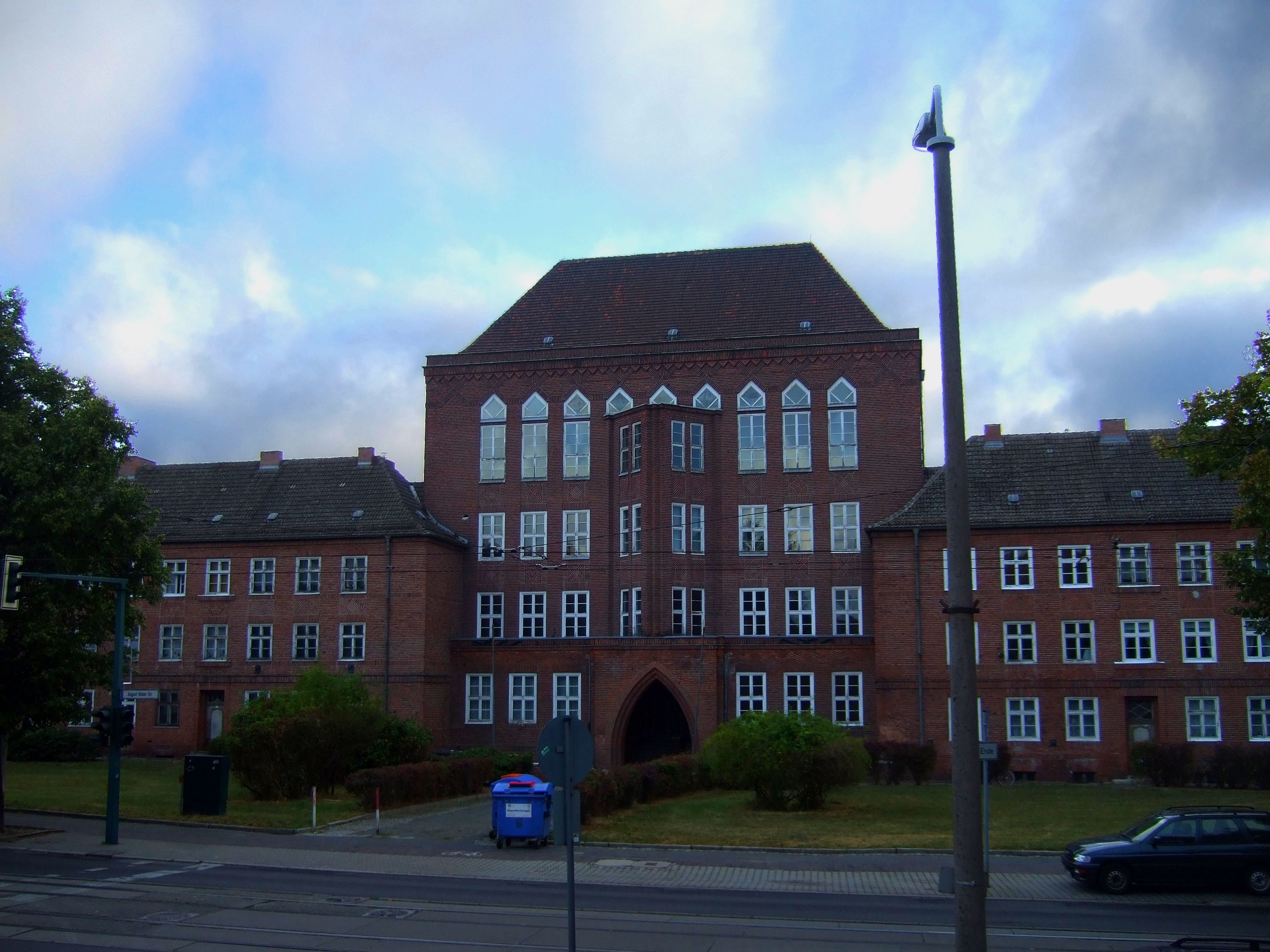
Hugo Althoff und Josef Gesing: „Hindenburgschule“ (jetzt „Erich-Kästner-Grundschule“) in Frankfurt an der Oder

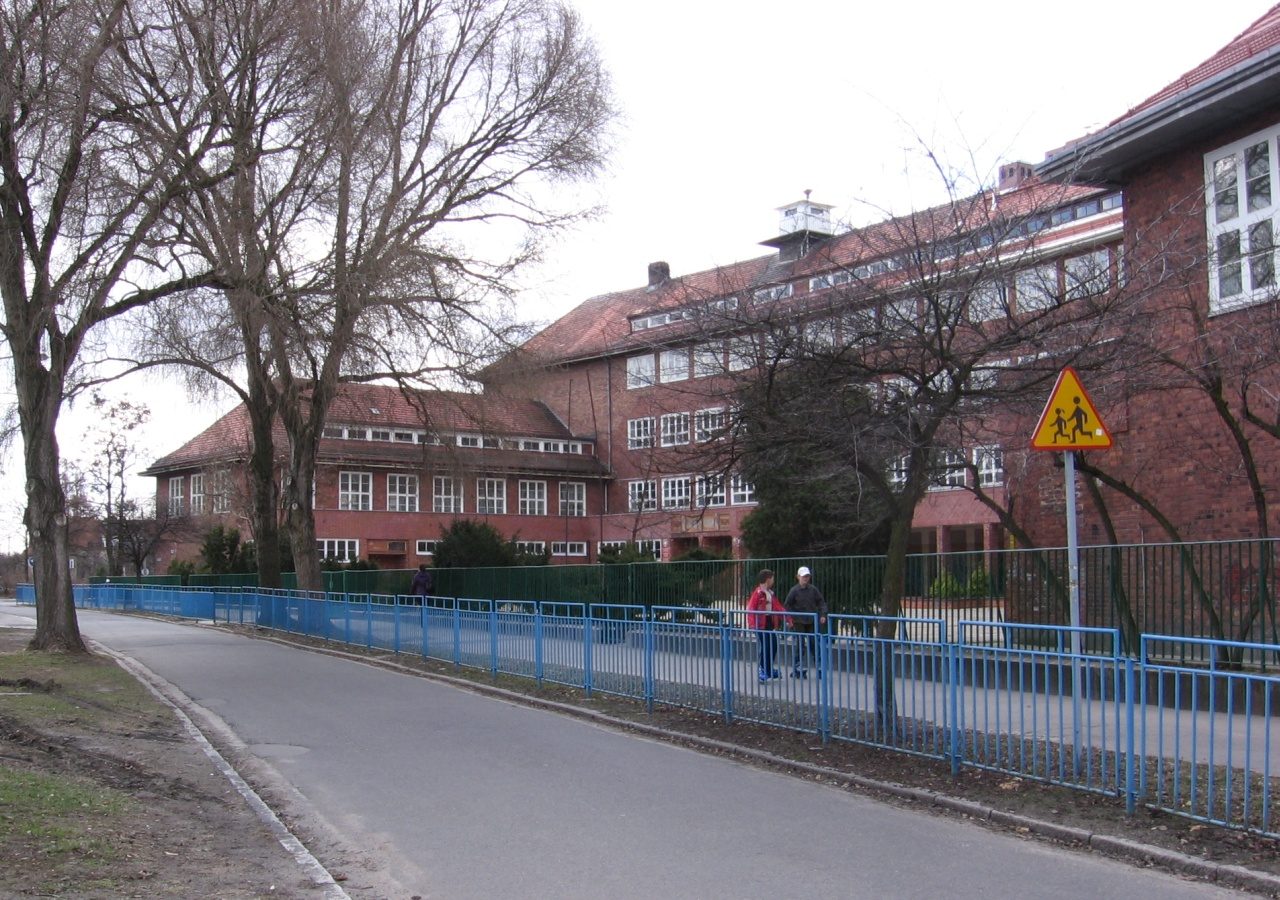
Hugo Althoff, Max Schirmer, Bruno Buschmann und Wilhelm Anders: „Friedrich-Ebert-Schule“ (jetzt Grundschule Nr. 45) in Breslau

In den folgenden viereinhalb Jahren war er Senator der Freien Stadt Danzig. Zwischen dem 18. Dezember 1928 und dem 9. Januar 1931 war er Senator für Bauwesen im Senat Sahm III und darauf folgend bis zum 30. Mai 1933 Senator für öffentliche Arbeiten und Handel im Senat Ziehm.
Nach der Machtergreifung durch den Nationalsozialismus wurde er zum Rücktritt gezwungen und ließ er sich pensionieren. Als Pensionär führte er einen Laden mit Kunstgewerbe. Im Sommer 1944 nach dem Stauffenbergattentat wurde er festgenommen und zum Konzentrationslager Stutthof gebracht, da er in seiner Amtszeit als Senator im Kontakt zum Carl Friedrich Goerdeler stand. Nach etwa sechs Wochen wurde er allerdings wieder entlassen. Nach der Einnahme von Zoppot durch die Rote Armee blieb er noch einige Monate in seinem Haus und wurde später nach Berlin ausgewiesen.

### Privates
Althoff heiratete 1912 in der Herz-Jesu-Kirche in Langfuhr. Er hatte drei Söhne: Klaus (* 1914, † 1988), Wolfgang (* 1917) und Günter (* 20. September 1920, † 30. Mai 1999).
In seiner Danziger Zeit als Senator und dann bis 1945 wohnte er in Zoppot an der Delbrückallee (heute ulica Marii Skłodowskiej-Curie).

## Werk

### Bauten (unvollständig)
- „Hindenburgschule“ (heute „Erich-Kästner-Grundschule“) in Frankfurt an der Oder, Fertigstellung 1927 (mit Josef Gesing)
- „Friedrich-Ebert-Schule“ (heute Grundschule Nr. 45) am Kuckucksweg 1 (ulica Rafała Krajewskiego 1) in Breslau, 1928 (mit Max Schirmer, Bruno Buschmann und Wilhelm Anders)
- Berufsschule für Mädchen (heute Vereinigte Telekommunikationsschule) an der Clausewitzstraße (ulica Józefa Haukego-Bosaka) in Breslau, 1929–1930 (mit Carl Zoller)
- Torbauten des Oswitzer Friedhofs in Breslau

### Schriften (unvollständig)
- Die Strassenbreite in ihrer Abhängigkeit vom Verkehr. Berlin 1916.
- Neuere Ausführungen von Hochbauten in Leichtbeton. Charlottenburg 1929.
- Siedlungsarbeit in der Freien Stadt Danzig 1920–1930. Danzig 1929.
- Polens Wirtschaftspolitik und Danzig. Danzig 1931.